# Lincoln (Maine)
Lincoln est une ville située dans l’État américain du Maine, dans le comté de Penobscot.

## Géographie
|                 | Chester (Maine) | Winn (Maine)       |
| Gilford (Maine) | Lincoln         | Lee (Maine)        |
| Howland (Maine) | Enfield (Maine) | Burlington (Maine) |